# Szilvás Rudolf
 Szilvás Rudolf   (Pusztaszentlászló, 1920. június 14. - Zalaegerszeg, 2007. július 16.) magyar orvos, nyugalmazott kórházigazgató, megyei főorvos, Zala megye díszpolgára.

## Általános értékelése
Iskoláit Pusztaszentlászlón kezdte majd Kőszegen a Szent Benedek Rendi Gimnáziumba került. A Budapesti Pázmány Péter Tudományegyetem orvosi karán végzett 1944-ben.
Az egyetem elvégzése után behívták katonának és a felvidékre került. A háború befejezésekorszovjet hadifogságba esett, 1947. július 2-áán szabadult. Idegen földön mint kezdő orvos hadifogoly kórházakban dolgozott. Ügyes megoldással, a valóságnál súlyosabb diagnózis felállításával több hadifogoly-társát, köztük fiatalokat, leventéket tudott hazajuttatni.

## Családja
Édesapja Szilvás János kereskedő és vendéglős, édesanyja Tóth Veronika. Felesége, dr. Szertich Aranka, lánya: Szilvás Izabella, (Lili) nevelt fia Mohos András.

## Életpályája
A háború befejezése után a zalaegerszegi kórház sebészeti osztályára került, kb. 5000 műtétet végzett, majd a kezét röntgensugár érte, ezt követően 1966-ban kórházigazgató lett. Később megyei főorvossá nevezték ki, a kórház épületeinek háromnegyede ebben az időben épült. Tudományos műveket adott ki. 1953-ban megszervezte a korszerű vérellátó szolgálatot.
Közel száz tudományos előadást tartott nyugdíjazása után. Létrehozta az Ispita alapítványt melynek elnöke, 15 év alatt egy milliárd forint értékű kórházi gépekkel berendezésekkel segítették a zalaegerszegi kórházat. (MR, CT, orvosok, ápolók oktatása)

## Tudományos közlemények
- Szilvás Rudolf: Zala megye egészségügyi irányítása 1848-1948 között
- Tudományos Közlemények Zala megye Tanácsának Kórházából 1967
- (magyarul) 10 éves az ISPITA alapítvány : 1991-2001  2002 Archiválva 2014. január 6-i dátummal a Wayback Machine-ben
- (magyarul) A Zalaegerszegi Megyei Kórház története 1973 Archiválva 2014. január 6-i dátummal a Wayback Machine-ben
- (magyarul) Zala megye egészségügyének jelene és jövője 1985 Archiválva 2014. január 6-i dátummal a Wayback Machine-ben
- (magyarul) Dr. Szilvás Rudolf könyvei
- (magyarul) Zalai Véradók